# Валявица (река)
 Тази статия е за реката в Пирин.  За съоръжението вижте Валявица.  
Валявица е река в Северен Пирин. Води началото си от Валявашките езера, като първоначално тече в западна посока, а след вливането на потока от Превалските езера променя рязко посоката си на север. След местността Тияците приема отляво потока Типицка вода, а след сливането си с реките Василашка и Газейска при хижа Демяница носи името река Демяница.
Една от версиите за произхода на името са характерната заоблена форма на речните камъни, които местните жители наричат „валевци“. Според друга името идва от стръмното корито на реката което напомня валявица. 